# 陆曮
陆曮，奉化（今浙江省宁波市奉化区）人，南宋医学家，尤以妇科名重于世。
陆曮有个著名病例：当时新昌（今浙江绍兴新昌）有位徐姓的妇女犯病产，非常严重，当地的医师都束手无策。其家人慕陆曮之名，长途跋涉二百余里到陆曮门下，刚进门，徐姓妇女已经断气，但她胸间仍留有余热。陆曮察看了这位病人良久，说：这是血气闷闭的缘故。说着马上取来红花数十斤，用大锅煮，等到沸腾了，用大木桶盛放。陆曮取下自家的窗格，叠在大木桶上，让徐姓妇女平躺在窗格上。红花汤的热气消散，就再加入热的新汤。这样过了一段时间，徐姓妇女手指开始动惮，过了半天，终于苏醒。
由这则著名病例中可见其产后用活血法之异特与大胆。